# TZ Cassiopeiae

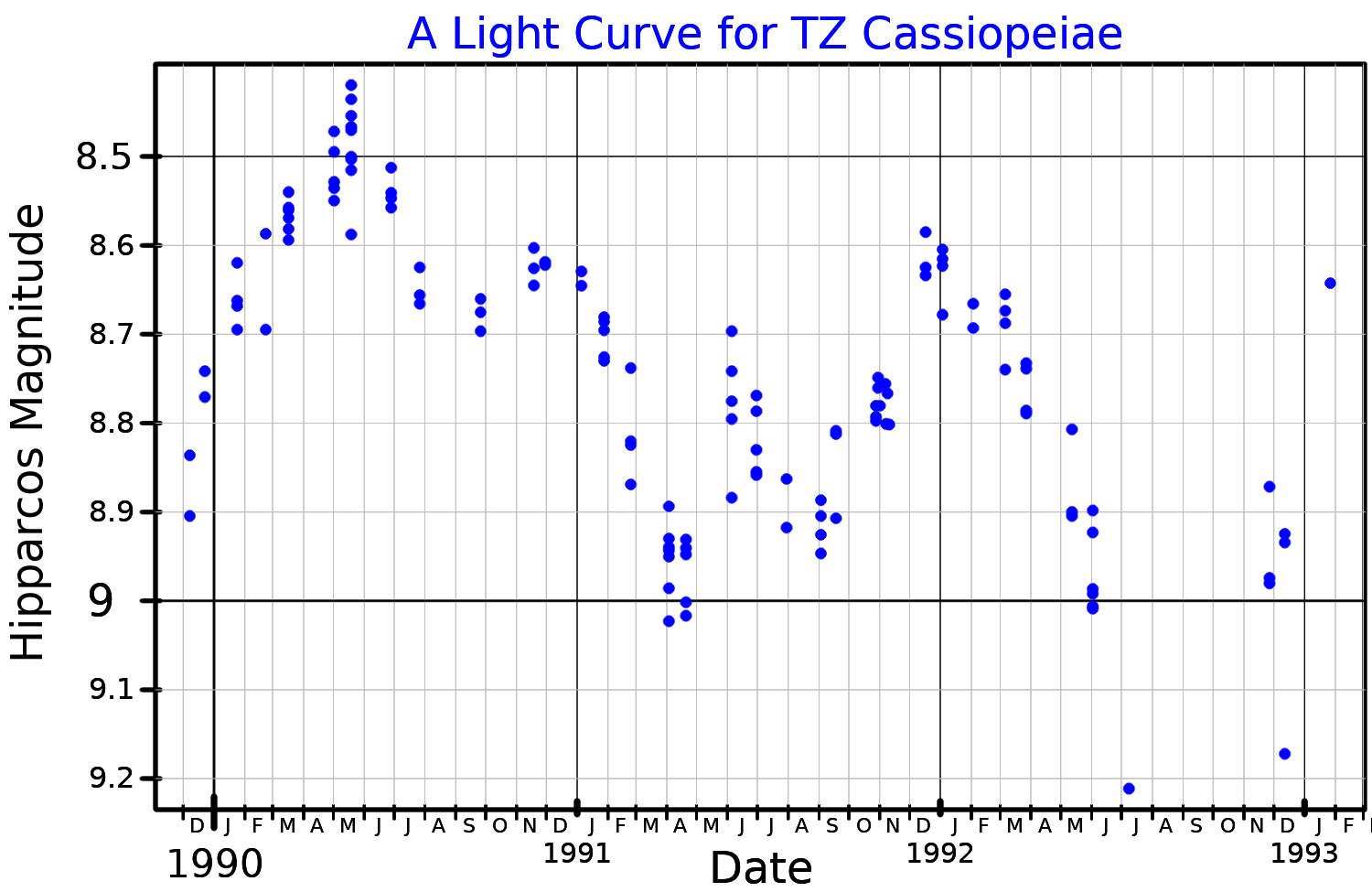
Gráfico de la curva de luz emitida por TZ Cassiopeiae.

TZ Cassiopeiae (TZ Cas / HIP 117763 / SAO 20912) es una estrella variable en la constelación de Casiopea de magnitud aparente media +9,04. 
Muy alejada del sistema solar, se estima que está a una distancia de 2378 pársecs (7750 años luz), pero el error en la medida es de ± 658 pársecs.
TZ Cassiopeiae es una supergigante roja de tipo espectral M3I con una temperatura efectiva de 3670 K.
Es una estrella de gran tamaño, con un radio 645 veces más grande que el radio solar, equivalente a 3 UA. Si estuviese en el lugar del Sol, las órbitas de los primeros cuatro planetas —la Tierra inclusive— quedarían englobadas dentro de la estrella.
Con una masa de aproximadamente 15 masas solares, se estima que su pérdida de masa estelar —como polvo, ya que el gas atómico y molecular no ha podido ser evaluado— es de 3,8 × 10-9 masas solares por año. Dada su elevada masa, TZ Cassiopeiae acabará su vida estallando como una espectacular supernova.
TZ Cassiopeiae está catalogada como una variable irregular de tipo LC y de hecho es prototipo de esta subclase.
Su brillo varía entre magnitud +8,86 y +10,50 habiéndose detectado un posible período de 3100 días.